# بهرام‌آباد علیا
بهرام‌آباد علیا، روستایی از توابع بخش مرکزی شهرستان دورود در استان لرستان ایران است.

## جمعیت
این روستا در دهستان ژان قرار دارد و براساس سرشماری مرکز آمار ایران در سال ۱۳۸۵، جمعیت آن ۹۲۶ نفر (۱۸۷خانوار) بوده‌است.